# Любица Дамяновска
Любица Дамяновска (на македонска литературна норма: Љубица Дамјановска) е северномакедонска историчка, специалистка в областта на историята на изкуството и музейна деятелка, известна фигура в развитието на музейното дело в Социалистическа република Македония.

## Биография
Родена е на 14 януари 1930 година в Ресен, тогава в Кралство Югославия, днес Северна Македония. Завършва Философския факултет на Белградския университет в 1953 година. Работи като кустос в Музея на съвременно изкуство в Скопие. Авторка е на много изложби и монографии за видни северномакедонски художници, сред които са Димче Коцо (1972), Вангел Коджоман (1976), Любомир Белогаски (1978) и други.